# Schizocosa chelifasciata
Schizocosa chelifasciata is een spinnensoort in de taxonomische indeling van de wolfspinnen (Lycosidae).
Het dier behoort tot het geslacht Schizocosa. De wetenschappelijke naam van de soort werd voor het eerst geldig gepubliceerd in 1943 door Cândido Firmino de Mello-Leitão.